# Raleigh-Durham Skyhawks
De Raleigh-Durham Skyhawks (of simpelweg de Skyhawks) is een voormalig professioneel American footballteam uit Raleigh, North Carolina. De Skyhawks behoorde tot de 10 teams die speelden in de voormalige World League of American Football (WLAF), een semi-professionele competitie met teams uit de Verenigde Staten, Canada en Europa. Het team kwam uit in de Noord-Amerika Oost-divisie.
De naam Skyhawks werd gekozen door de inwoners van Raleigh en is geïnspireerd op de vluchten van de gebroeders Wright in North Carolina. Het team werd opgericht in 1991, maar na een dramatisch seizoen met 0 overwinningen en 10 verliespartijen werd het team opgeheven.

## Resultaten per seizoen
W = Winst, V = Verlies, G = Gelijk, R = Competitieresultaat
| Seizoen                        | W | V  | G | R         | Play-off resultaat |
| ------------------------------ | - | -- | - | --------- | ------------------ |
| Raleigh-Durham Skyhawks (WLAF) |   |    |   |           |                    |
| 1991                           | 0 | 10 | 0 | 4e plaats | --                 |

Noord-Amerika West:
Birmingham Fire · Sacramento Surge · San Antonio Riders
Noord-Amerika Oost:
Montreal Machine · New York/New Jersey Knights · Orlando Thunder · Raleigh-Durham Skyhawks · Ohio Glory
Europa:
Barcelona Dragons · Frankfurt Galaxy · London Monarchs